# Joachim Szidat
Joachim Szidat (* 29. August 1938 in Berlin) ist ein deutscher Althistoriker und Gymnasiallehrer.

## Leben
Von 1957 bis 1962 studierte Szidat an der Freien Universität Berlin Latein, Griechisch und Geschichte und legte 1962 das 1. Staatsexamen ab. Von 1963 bis 1965 studierte er weiter Griechisch an der Universität Frankfurt. 1968 wurde er an der Freien Universität Berlin promoviert. Von 1965 bis 1999 war er als Gymnasialprofessor an der Kantonsschule Solothurn tätig. 1976 habilitierte er sich an der Universität Bern und lehrte dort bis 2003. 1992 wurde er zum Titularprofessor für Alte Geschichte ernannt.

## Veröffentlichungen (Auswahl)
- Caesars diplomatische Tätigkeit im Gallischen Krieg. Steiner, Wiesbaden 1970 (= Dissertation).
- Historischer Kommentar zu Ammianus Marcellinus Buch XX–XXI. 3 Bände. Steiner, Wiesbaden 1977–1996 (= Habilitation).
- Usurpator tanti nominis. Kaiser und Usurpator in der Spätantike (337 – 476 n. Chr.). Stuttgart, Steiner 2010, ISBN 978-3-515-09636-2.